# Фацевич Олександр Юрійович
Фацевич Олександр Юрійович (нар. 25 вересня 1986) — український військовик, генерал поліції 3-го рангу. Заступник Міністра Внутрішніх справ України (з 2022). Заступник Голови Національної поліції України — керівник патрульної поліції (2020).

## Біографія
Народився 25 вересня 1986 року селі Ляличі Приморського краю. У 1998 році сім'я Олександра переїхала з Росії до Луцька.
З 2001—2003 роках навчався у Волинському обласному ліцеї з посиленою військово-фізичною підготовкою.
Навчався в Одеському інституті сухопутних військ на факультеті аеромобільних військ. З 2007 року служив у 79-й окремій аеромобільній бригаді в місті Миколаєві на посаді командира взводу.
У 2012 році, після закінчення 5-річного контракту, залишив військову службу та викладав у Волинському ліцеї з посиленою військово-фізичною підготовкою. Перебував на посаді командира взводу. Навчав бійців Самооборони Волині.
14 серпня 2014 року спецпідрозділ «Світязь», командиром якого був призначений Фацевич, було направлено в зону АТО. Перші свої бої рота «Світязь» відбула під Іловайськом. У грудні 2014-го бійці «Світязя» під командуванням Олександра Фацевича були направлені під Вуглегірськ.
30 січня 2015 року під час наступу сепаратистів на Дебальцеве, бійці спецпідрозділу опинилися в оточенні. Три дні «Світязь» тримав оборону, після чого з боєм вирвався з оточення, вивівши також з собою військовослужбовців ЗСУ — без втрат, виносячи поранених і зброю. Указом Президента Фацевич нагороджений орденом «За мужність» ІІІ ступеня.
Станом на серпень 2015-го обіймав посаду начальника Управління патрульної поліції Києва та одночасно в.о. начальника Департаменту патрульної поліції Національної поліції України — з листопада 2015-го.
14 жовтня 2020 року Президент України своїм Указом № 440/2020 присвоїв Олександру Фацевичу, який на той час обіймав посаду заступника Голови Національної поліції України — керівника патрульної поліції, звання генерала поліції ІІІ рангу.
Заступник Міністра Внутрішніх справ України з березня 2022 року.[джерело?]
Керував спецоперацією за звільнення Ірпеня.
Брав участь у боях за звільнення Лиману.

## Відзнаки та нагороди
- Орден Богдана Хмельницького III ст. (27 грудня 2022) — за особисту мужність і самовідданість, виявлені у захисті державного суверенітету та територіальної цілісності України, вірність військовій присязі, сумлінне та бездоганне служіння Українському народові[6]
- Орден «За мужність» III ст. (8 червня 2015) — за особисту мужність і високий професіоналізм, виявлені у захисті державного суверенітету та територіальної цілісності України, вірність військовій присязі[7]
- Відомча заохочувальна відзнака Міністерства внутрішніх справ України «Вогнепальна зброя»[8]